# الحالة الأفغانية
ينبغي عدم الخلط بين هذا المصطلح والأفغنة.

أفغانستان، على الجانب الآخر من العالم من أمريكا الشمالية

الحالة الأفغانية (Afghanistanism) هو مصطلح، سجل استخدامه لأول مرة في الولايات المتحدة يشير إلى عملية التركيز على مشكلات في مناطق نائية من العالم بينما يتم تجاهل المشكلات المحلية الخلافية. وفي سياقات أخرى، أشار المصطلح إلى "ثقافة غامضة وغير ذات صلة إلى حدٍ بعيد،”
«الانجذاب إلى الأراضي الأجنبية والبعيدة،» أو «استعراض قوتك أمام غريم غير مرئي ولا يدري بوجودك، بشكل أقل من غضبك بكثير.»

## أصل الكلمة
يدرج قاموس أوكسفورد الإنجليزي مصطلح «الحالة الأفغانية» على أنه مصطلح أمريكي دارج، ويرجع أول اقتباس مكتوب له إلى عام 1948:
جيه لويد جونز في صحافة بروبل (اتفاقية رؤساء تحرير الصحف الأمريكية) 73، لا أريد المبالغة في استخدام «الحالة الأفغانية» هذه، أن أتخذ مواقف واضحة من انتخابات كوستا ريكا، بينما تنبعث رائحة كريهة من القمامة المحلية غير المجمعة تحت نافذة المحرر.

وعلى العكس، كتب كاتب العمود جوي كلاين في مجلة تايم (Time) في عام 2010 أن المصطلح استحدث في القرن التاسع عشر عندما «عرّفت الصحافة البريطانية الحالة الأفغانية بأنها الهوس بالحروب الأجنبية العويصة على حساب الأولويات المحلية،» مضيفًا أن «الحالة الأفغانية من المرجح أن تصبح مصدر جدل على المستوى الوطني [في الولايات المتحدة] قريبًا: هل بناء الطرق وأقسام الشرطة في أفغانستان أهم من بنائها في الوطن؟»

## الاستخدامات
كان للمفهوم من البداية استخدامات متعددة. من جانب، استخدم في صحافة أمريكا الشمالية في المقالات الصحفية التي تتحدث عن أماكن بعيدة لا علاقة لها بالقراء المحليين. ومع ذلك، ذكر كتّاب آخرون أن «الحالة الأفغانية» تمثل نزعة بعض المحررين لتجنب الأخبار المحلية الصعبة بكتابة مقالات رأي حول الأحداث الجارية في أراضٍ بعيدة. كما قال الكاتب في صحيفة نيويورك تايمز جيمس ريستون عن الصحفيين، «كما هو الحال مع المسؤولين في واشنطن، فإننا نعاني نحن أيضًا من «الحالة الأفغانية». إذا كانت الأمور بعيدة عنا، فهي أخبار، ولكنها إذا كانت في بلدنا، فهي علم اجتماع.»
سابقًا، استخدم المعلم روبرت إم هاتشينز] المصطلح في خطبة ألقاها في معهد كاليفورنيا للتقنية في عام 1955:
الحالة الأفغانية، كما تعلمون، هي الإشارة الدائمة إلى بعض الدول أو الأماكن أو الأشخاص أو المشكلات البعيدة في الوقت الذي توجد فيه مسائل في الوطن بحاجة إلى الاهتمام بها، وهو أمر بالغ الخطورة. فمثلاً، تسأل أستاذًا في معهد كاليفورنيا للتقنية، «ما الجديد بشأن الدخان الضبابي؟»، فإذا به يقول، «هل سمعت عن الأزمة في أفغانستان؟»
في عام 1973، انتقل المفهوم إلى تقارير حماية البيئة، حيث ذكره الباحثان الصحفيان ستيفن إي هانغرفورد وجيمس بي ليمرت في التعامل مع المشكلات البيئية الخاصة بالمجتمعات البعيدة بدلاً من المجتمعات المحلية. وترددت هذه الملاحظة في عام 2004 من بي إيه طالب، الذي سماه «نقل المشكلات والمسائل [البيئية] لأماكن أخرى وتجاهل وجودها في مجتمع الفرد أو بلده.»

## الظهور مرة أخرى
بعد ضرب مركز التجارة العالمي في مدينة نيويورك في 11 سبتمبر 2001، ظهر المفهوم مرة أخرى، بالرغم من إشارة بعض الكتّاب إلى أنه لم يعد ينطبق على الأحداث المعاصرة. على سبيل المثال، ستيوارت إتش لوري، أستاذ في دراسات الصحافة الحرة بـجامعة ميزوري، كلية الصحافة، كتب في 1 ديسمبر 2001 قائلاً:
إن رسالة عالم الأخبار الأولى هي العمل كإشارة تحذير مبكرة بعيدة تنبه العامة بالمشكلات الوشيكة الوقوع، وكذلك من يمكنهم معالجة هذه المشكلات. وينبغي أن يؤدي عمله بأسلوب مقنع، وهذا معناه ضرورة اهتمام المؤسسات الإخبارية بتدريب وتعليم الصحفيين العمل في أجزاء مختلفة من العالم بدراية. ولا يمكنهم التكيف مع الصورة الرائجة الآن؛ حيث لا يمكنهم الهبوط بالمظلات في مكان وقوع كارثة لتغطية أخبارها إذا حصلوا على إنذار في آخر لحظة. وذلك يؤيد مفهوم «الحالة الأفغانية» الذي دام استخدامه أكثر من فائدته، هذا إذا كان له فائدة على الإطلاق.